# Coup d'État de 1970 en Syrie
Le mouvement correctif (en arabe الحركة التصحيحية, al-Ḥarakah al-Taṣḥīḥīyya), également appelé révolution corrective ou coup d'État de 1970, est un coup d'État sans effusion de sang dirigé par le général Hafez el-Assad le 13 novembre 1970 en Syrie. Assad a proclamé soutenir et améliorer la « ligne nationaliste socialiste » de l'État et du Parti Baas syrien. Le parti Baas a adopté une révision idéologique, s'absolvant de la ligne quasi-communiste de Salah Jedid et de sa doctrine d'exportation des révolutions. La nouvelle doctrine d'Assad mettait l'accent sur le nationalisme syrien, la défaite d'Israël, en développant l'armée syrienne avec le soutien de l'Union soviétique.

## Événements déclencheurs
Al-Assad a commencé à planifier de prendre le pouvoir peu de temps après l'échec de l'intervention militaire syrienne dans la crise de septembre noir en Jordanie. Alors qu'Al-Assad était aux commandes de facto de la politique syrienne depuis 1969, Salah Jedid et ses partisans détenaient toujours tous les signes extérieurs officiels du pouvoir. Après avoir assisté aux funérailles de Gamal Abdel Nasser, Al-Assad est retourné en Syrie pour assister au Congrès national d'urgence tenu le 30 octobre 1970. Lors du congrès, Al-Assad a été condamné par Jadid et ses partisans, qui ont formé la majorité des délégués du parti. Cependant, avant d'assister au congrès, Al-Assad avait ordonné aux troupes qui lui étaient fidèles d'encercler le bâtiment dans lequel se tenait le congrès. La critique de la position politique d'Al-Assad a continué, mais avec les troupes d'Assad entourant le bâtiment, la majorité de délégués savaient qu'ils avaient perdu la bataille. Assad et Moustapha Tlass ont été dépouillés de leurs postes gouvernementaux pendant le congrès, bien que cette décision ait eu peu d'influence pratique.
Lorsque le Congrès national a éclaté le 12 novembre 1970, Al-Assad a ordonné aux loyalistes d'arrêter les principaux membres du gouvernement de Jedid. Alors que de nombreux intermédiaires de premier plan se sont vu offrir des postes dans les ambassades de Syrie à l'étranger, Jedid a refusé, disant à Assad : « Si jamais je prends le pouvoir, vous serez traîné dans les rues jusqu'à votre mort. ». En réponse, Assad a emprisonné Jedid, qui a passé le reste de sa vie à la prison de Mezze. Il n'y a eu aucun mort et le pays est resté calme après le coup d'État. La seule preuve pour le monde extérieur que quelque chose n'allait pas était le fait que les quotidiens officiels, la radio et les stations de télévision avaient cessé de publier ou n'étaient plus en ondes. Un commandement régional temporaire a été créé peu de temps après et, le 16 novembre 1970, le nouveau gouvernement a publié son premier décret.